# Tour du Limousin 1995
La 28e édition du Tour du Limousin s'est déroulée du 15 au 18 août 1995, et a vu s'imposer l'Ukrainien Andreï Tchmil.

## Classements des étapes
| Étape     | Date    | Villes étapes             | Vainqueur d'étape  | Équipe           | Leader du classement général | Équipe |
| 1re étape | 15 août | Limoges - Dun-le-Palestel | Andreï Tchmil      | Lotto            | Andreï Tchmil                | Lotto  |
| 2e étape  | 16 août | Guéret - Biars-sur-Cère   | Jens Heppner       | Deutsche Telekom | Andreï Tchmil                | Lotto  |
| 3e étape  | 17 août | Bretenoux - Chaumeil      | Rolf Aldag         | Deutsche Telekom | Andreï Tchmil                | Lotto  |
| 4e étape  | 18 août | Lubersac - Limoges        | Christophe Capelle | Gan              | Andreï Tchmil                | Lotto  |

## Classement final
| 1.  | Andreï Tchmil    | Lotto                      |
| 2.  | Jan Ullrich      | Deutsche Telekom           |
| 3.  | Didier Rous      | Gan                        |
| 4.  | Henk Vogels      | Novell                     |
| 5.  | Artūras Kasputis | Chazal                     |
| 6.  | Laurent Desbiens | Castorama                  |
| 7.  | Bruno Thibout    | Castorama                  |
| 8.  | Laurent Pillon   | Mutuelle de Seine et Marne |
| 9.  | Frédéric Pontier | Aubervilliers 93           |
| 10. | Patrice Halgand  | Festina                    |